# Lista chorążych reprezentacji Kajmanów na igrzyskach olimpijskich
Lista chorążych reprezentacji Kajmanów na igrzyskach olimpijskich – lista zawodników i zawodniczek reprezentacji Kajmanów, którzy podczas ceremonii otwarcia nowożytnych igrzysk olimpijskich nieśli flagę Kajmanów.

## Chronologiczna lista chorążych
| Lp. | Rok i miejsce     | Chorąży                 | Dyscyplina            |
| --- | ----------------- | ----------------------- | --------------------- |
| 1   | 1976, Montreal    | b.d.                    |                       |
| 2   | 1984, Los Angeles | Carson Ebanks           | Żeglarstwo            |
| 3   | 1988, Seul        | b.d.                    |                       |
| 4   | 1992, Barcelona   | b.d.                    |                       |
| 5   | 1996, Atlanta     | Carson Ebanks           | Żeglarstwo            |
| 6   | 2000, Sydney      | Kareem Streete-Thompson | Lekkoatletyka         |
| 7   | 2004, Ateny       | Cydonie Mothersill      | Lekkoatletyka         |
| 8   | 2008, Pekin       | Ronald Forbes           | Lekkoatletyka         |
| 9   | 2010, Vancouver   | Dow Travers             | Narciarstwo alpejskie |
| 10  | 2012, Londyn      | Kemar Hyman             | Lekkoatletyka         |
| 11  | 2014, Soczi       | Dow Travers             | Narciarstwo alpejskie |
| 12  | 2016, Rio         | Ronald Male             | Lekkoatletyka         |